# 昆西·刘易斯
昆西·拉韦尔·刘易斯（英語：Quincy Lavell Lewis，1977年6月26日—），美国NBA联盟前职业篮球运动员。他在1999年的NBA选秀中第1轮第19顺位被犹他爵士选中。